# Деалу Маре (Марамуреш)
Деалу Маре (рум. Dealu Mare) насеље је у Румунији у округу Марамуреш у општини Коројени. Oпштина се налази на надморској висини од 485 m.

## Становништво
Према подацима из 2002. године у насељу је живело 135 становника, од којих су сви румунске националности.